# Roy Thinnes
Roy Thinnes (Chicago, 6 aprile 1938) è un attore statunitense.

## Biografia
Dopo essere apparso nel 1964 in un episodio della serie Gli intoccabili ed in rappresentazioni a Broadway, grazie anche alle sue apparizioni nella soap opera General Hospital e nell'omonima serie televisiva ispirata al film La lunga estate calda divenne un beniamino del pubblico femminile.
Nel 1967 ottenne il ruolo di protagonista nella serie Gli invasori, nel quale interpretò l'architetto David Vincent, testimone accidentale dell'arrivo degli alieni, e da quel momento impegnato in una campagna apparentemente senza speranze per avvisare l'umanità del pericolo incombente. 
Dopo la fine della serie, apparve tra l'altro per 20 episodi nella serie Falcon Crest, in Autostop per il cielo, La signora in giallo, Walker Texas Ranger, Law & Order - I due volti della giustizia ed X-Files.

## Filmografia parziale

### Cinema
- Sono un agente FBI (The FBI Story), regia di Mervyn LeRoy (1959)
- Doppia immagine nello spazio (Doppelgänger), regia di Robert Parrish (1969)
- Charley (Charley One-Eye), regia di Don Chaffey (1973)
- Airport 75 (Airport 1975), regia di Jack Smight (1974)
- Hindenburg (The Hindenburg), regia di Robert Wise (1975)
- A Beautiful Mind, regia di Ron Howard (2001)
- The Eyes of Van Gogh, regia di Alexander Barnett (2005)

### Televisione
- Peter Gunn – serie TV, episodio 1x10 (1958)
- Il reporter (The Reporter) – serie TV, episodi 1x10-1x12 (1964)
- Gli invasori (The Invaders) – serie TV, 43 episodi (1967-1968)
- Orrore a 12000 metri (The Horror at 37,000 Feet), regia di David Lowell Rich – film TV (1973)
- La signora in giallo (Murder, She Wrote) – serie TV, episodi 2x08-4x09-7x15 (1985-1991)
- Autostop per il cielo (Highway to Heaven) – serie TV, episodio 3x12 (1986)
- X-Files (The X-Files) – serie TV, episodi 3x24-4x01 (1995-1996)
- Law & Order - Unità vittime speciali (Law & Order: Special Victims Unit) – serie TV, episodio 3x20 (2002)

## Doppiatori italiani
Nelle versioni in italiano delle opere in cui ha recitato, Roy Thinnes è stato doppiato da:
- Gino La Monica in Airport 75
- Pino Colizzi in Hindenburg
- Claudio Parachinetto in Gli invasori
- Romano Malaspina in La signora in giallo (episodio 4x09)
- Renato Cortesi in La signora in giallo (episodio 7x15)
- Carlo Marini in X-Files (episodi 3x24, 4x01)
- Pietro Biondi in X-Files (episodio 8x14)
- Danilo Bruni in Law & Order: Criminal Intent